# Nicole Bonnefoy
Pour les articles homonymes, voir Bonnefoy.
Nicole Bonnefoy, née le 11 août 1958 à Saint-Flour, est une femme politique française. Membre du Parti socialiste, elle est sénatrice de la Charente depuis 2008.

## Biographie
Attachée parlementaire (de Jérôme Lambert) de profession, elle est élue sénatrice de la Charente le 21 septembre 2008.
Lors des élections départementales de 2015 en Charente, elle est élue dans le canton de Boixe-et-Manslois avec Patrick Berthault. Ils ont pour suppléants Bernard Lacoeuille et Christine Soury.
Elle parraine le candidat En marche ! Emmanuel Macron pour l'élection présidentielle 2017.

## Synthèse des mandats
- Sénatrice de la Charente (2008-)
- Conseillère générale puis départementale de la Charente (2008-)
- Vice-présidente du conseil régional de Poitou-Charentes (2004-2008)